# 145488 Kaczendre
A 145488 Kaczendre (ideiglenes jelöléssel (145488) 2005 VP3) a Naprendszer kisbolygóövében található aszteroida. Sárneczky Krisztián fedezte fel 2005. november 4-én.